# Anders Forsbrand
Anders Forsbrand (Filipstad, 1 april 1961) is een Zweedse voormalige golfprofessional. Hij heeft ruim twintig seizoenen op de Europese PGA Tour gespeeld en speelde sinds 2011 op de Europese Senior Tour.

## Professional
Forsbrand werd professional in 1981 en kwam voor het eerst op de Europese PGA Tour in 1982. Hij behield zijn tourkaart tot 2003. In die periode was Forsbrand goed voor 6 overwinningen op de Europese PGA Tour en 8 overwinningen op andere toernooien op voornamelijk de Nordic League.
In 1991 won hij de World Cup met Per-Ulrik Johansson. Hetzelfde jaar won Zweden de Dunhill Cup: het team bestond uit Anders Forsbrand, Per-Ulrik Johansson en Mats Lanner. 
In 1992 eindigde hij op de vierde plaats op de Europese Order of Merit en in 1993 was hij de eerste Zweed die in één jaar alle Majors speelt. In 2004 benoemde Bernhard Langer, captain van het Europese Ryder Cup team, Forsbrand tot Vice-Captain voor de 35ste Ryder Cup, die plaatsvond in Oakland Hills Country Club, Michigan.
Vanaf 2011 speelt Forsbrand op de Europese Senior Tour, waar hij in 2011 de beste was op de Scottish Senior Open.

### European Tour
- 1987: European Masters Swiss Open
- 1991: Open di Firenze
- 1992: Open di Firenze, Cannes Open
- 1994: Marokkaans Open
- 1995: German Masters

### Senior Tour
- 2012: Scottish Senior Open

### Andere overwinningen
- 1982: Zweeds PGA Kampioenschap
- 1983: Stiab GP (Sweden)
- 1984: Swedish International Stroke Play Championship, Gevalia Open (Zweden)
- 1991: Benson & Hedges Trophy (met Helen Alfredsson)
- 1992: Equity & Law Challenge
- 1997: Open Novotel Perrier (met Michael Jonzon)

### Resultaten op deMajors
| Major                 | 1981 | 1982 | 1983 | 1984 | 1985 | 1986 | 1987 | 1988 | 1989 | 1990 | 1991 | 1992 | 1993 | 1994 | 1995 | 1996 |
| --------------------- | ---- | ---- | ---- | ---- | ---- | ---- | ---- | ---- | ---- | ---- | ---- | ---- | ---- | ---- | ---- | ---- |
| Masters Tournament    |      |      |      |      |      |      |      |      |      |      |      |      | T11  | CUT  |      |      |
| U.S. Open             |      |      |      |      |      |      |      |      |      |      |      | T33  | CUT  |      |      | T32  |
| The Open Championship |      |      |      | CUT  | T8   | T16  | T29  | CUT  |      |      | T38  | T34  | CUT  | T4   | T49  | CUT  |
| PGA Championship      |      |      |      |      |      |      |      |      |      |      |      | T9   | CUT  | CUT  |      |      |

CUT = miste de cut halverwege

### Teamdeelnames
- World Cup: 1984, 1985, 1988, 1991 (winnaars), 1992, 1993
- Alfred Dunhill Cup: 1985, 1986, 1987, 1988, 1991 (winnaars), 1992, 1993, 1994
- Four Tours World Championship: 1988
- Hennessy Cognac Cup: 1984